# Marie-Louise Meilleur
Marie-Louise Fébronie Meilleur , född 29 augusti 1880 i Kamouraska, Québec, död 16 april 1998 i East Ferris, Ontario, var en kanadensisk kvinna som då hon avled var 117 år och 230 dagar gammal. Hon var världens äldsta levande människa, den första av hittills endast sju  personer (samtliga kvinnor) med fullt verifierade födelsedata som blev 117 år. Hon var den äldsta personen någonsin (om man bortser från japanen Shigechiyo Izumi och fransyskan Jeanne Calment) innan amerikanskan Sarah Knauss den 12 maj 1998, efter Meilleurs död, blev den äldsta levande personen.  Åldern passerades senare även av japanskan Nabi Tajima den 22 mars 2018.